# Comparatio
Comparatio eller jämförelse är en underkategori till status qualitatis som i sin tur ingår i statusläran från den klassiska retoriken. 
Status qualitatis är en argumentationsstrategi som på svenska går under namnet kvalitativ argumentation. Vid användning av status qualitatis ser man på de olika eventuella omständigheter som behöver beaktas i till exempel en rättstvist, frågeställning eller sakfråga. 
Comparatio är en av de fyra underkategorierna till status qualitatis. Comparatio använder jämförelse som en strategi för att övertyga åhöraren. Genom att jämföra till exempel brottet, företeelsen eller sakfrågan med något värre eller lindrigare kan personen uppnå den effekt hen vill ha på åhörarna. Det är en effektiv strategi för att få en brottslig handling att framstå som onödig och betydelselös eller allvarlig och värre. På så sätt kan hen övertyga åhörarna utifrån sin egen ståndpunkt i frågan. 
En person som till exempel ser ett bygge av ett nytt motorvägssystem som nödvändigt kan använda comparatio och jämföra det med något positivt och nödvändigt. Hen skulle kunna säga att det "är som en livsflod som flödar fram genom vårt samhälle" eller som "en väg till ett kommersiellt liv". På så sätt kan personen övertyga om motorvägssystemets positiva inverkan och viktiga tillskott till samhället.